# Sankt Lars kyrka, Hallstahammar
Sankt Lars kyrka är en kyrkobyggnad i Svedvi socken, som sedan 2014 tillhör Hallstahammar-Kolbäcks församling i Västerås stift. Kyrkan ligger i centrala Hallstahammar, Hallstahammars kommun.

## Kyrkobyggnaden
Kyrkan byggdes av frivilliga krafter och invigdes 1955. Grunden lades 1953. Samma år stod klockstapeln färdig. Den bär två klockor.
I kyrkans kor finner man ett kors med höjda tvärarmar. Det är ett mellanting mellan ett latinskt kors och ett gaffelkors.
Predikstolen är tillverkad av en invandrare från Lettland.

## Orgel
- 1957 flyttades en orgel hit från Svedvi kyrka. Orgeln var byggd 1887 av E A Setterquist & Son, Örebro och hade 8 stämmor. 1965 arkiverade man orgeln. 1989 uppsattes orgeln i S:t Mikaels och Alla Änglars kyrka, Stockholm.
- 1965 byggde Stahlhuth & Co, A achen, Tyskland en orgel med 12 stämmor, två manualer och pedal.
- Den nuvarande orgeln byggdes 1989 av Walter Thür Orgelbyggen AB, Torshälla. Fasaden är ritad av Per Rudenstam

| Huvudverk I    | Svällverk II      | Pedal      | Koppel |
| Gedackt 8´     | Rörflöjt 8´       | Subbas 16´ | I/P    |
| Principal 4´   | Fugara 8´         | Borduna 8´ | II/P   |
| Koppelflöjt 4´ | Hålflöjt 4´       |            | II/I   |
| Svegel 2'      | Principal 2'      |            |        |
| Mixtur 3 chor  | Ters 1 3⁄5'       |            |        |
| Rörskalmeja 8' | Nasat 1 1⁄3'      |            |        |
| Tremulant      | Tremulant         |            |        |
|                | Crescendosvällare |            |        |

## Galleri

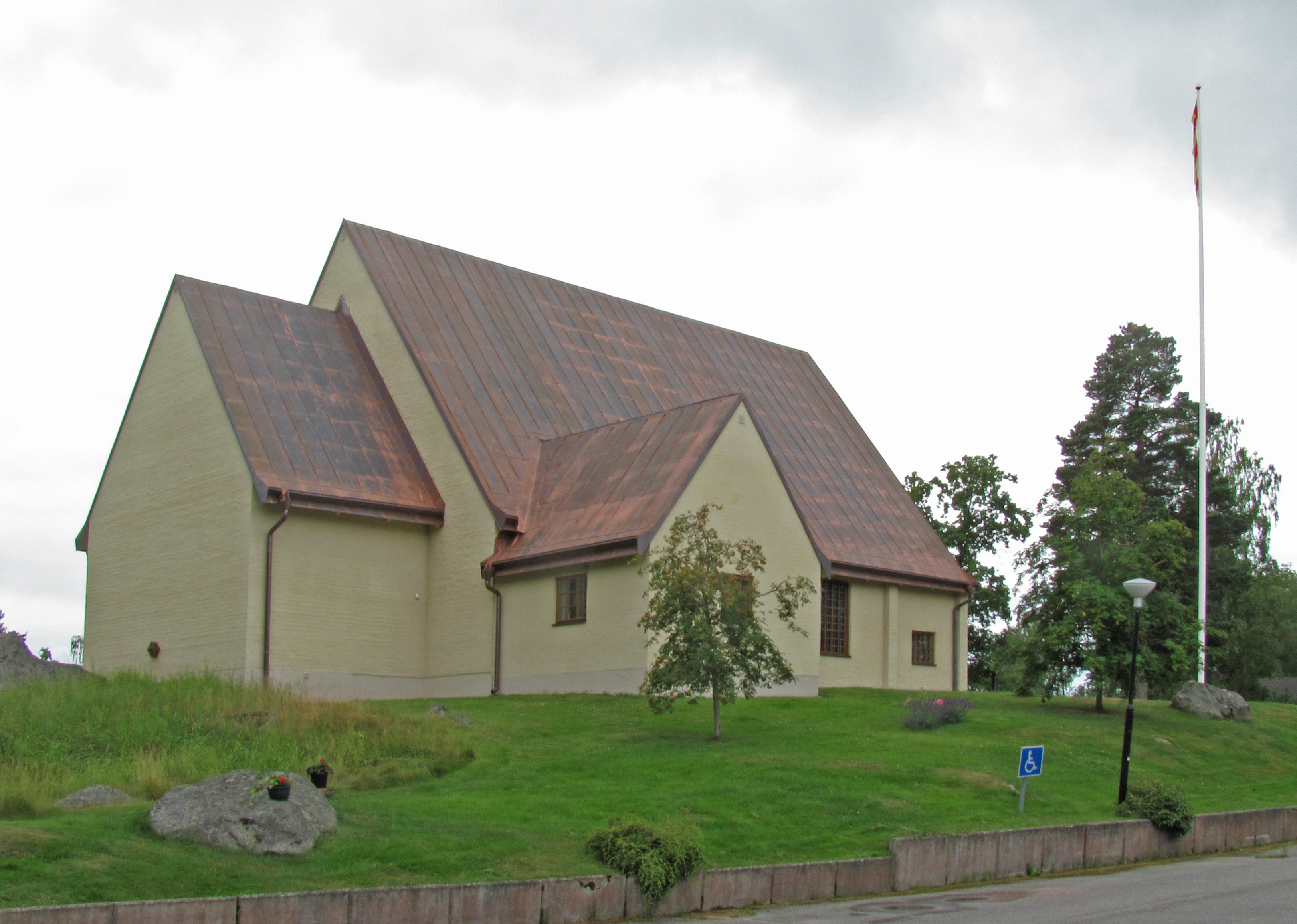
Sankt Lars kyrka från nordost
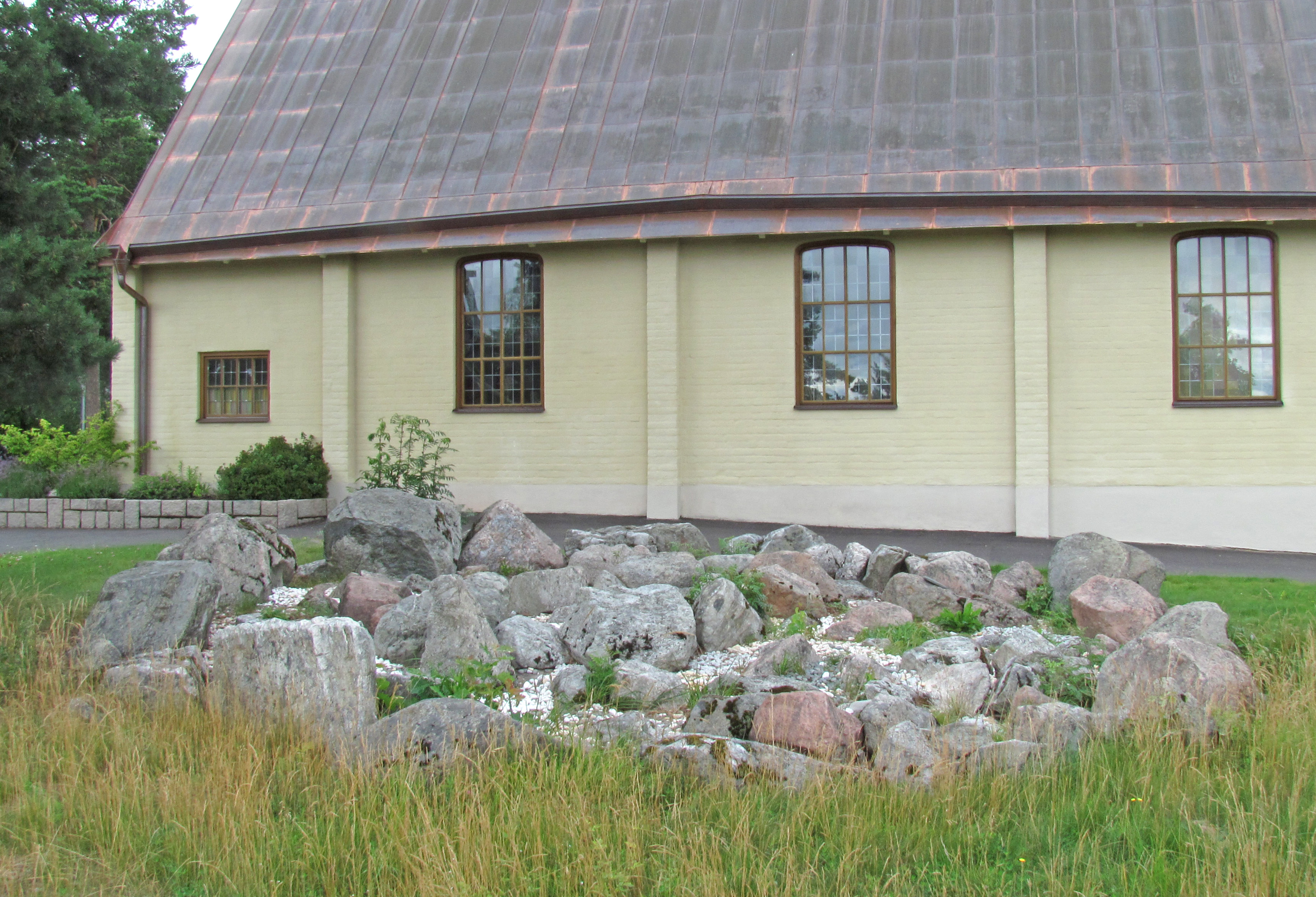
Stenparti söder om kyrkan
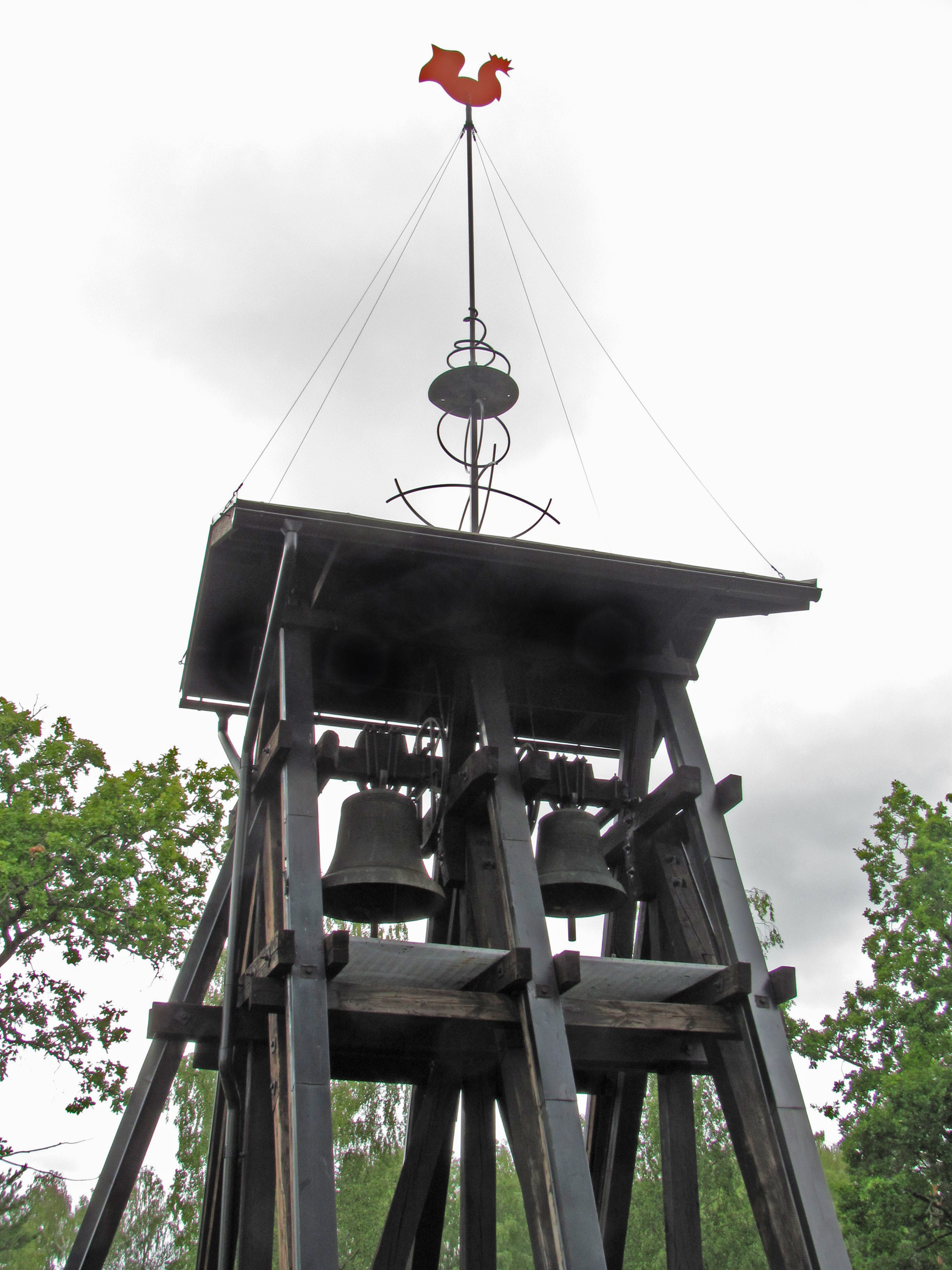
Klockstapeln